# Bösstjärnen (Särna socken, Dalarna)
Bösstjärnen är en sjö i Älvdalens kommun i Dalarna och ingår i Dalälvens huvudavrinningsområde.